# Лірник Антон Анатолійович
Антон Анатолійович Лірник (нар. 23 вересня 1976, Кіровоград, Українська РСР) — український шоумен, сценарист та телеведучий, музикант, резидент Камеді клаб, учасник «Дуету Чехова», режисер та продюсер.
З 2025 року внесений до списку "іноземних агентів" Міністерства юстиції РФ.

## Життєпис
Народився в Кіровограді (нині Кропивницький). Після школи вступив до Кіровоградського педагогічного університету ім. Винниченка на факультет журналістики. Провчившись два курси, перейшов до іншого ВНЗ на факультет філології.
Останні десять років живе та працює в Росії[джерело?].

## Творчість
У Кіровограді Антон брав участь у команді КВН «Гольфстрім», працював на місцевих телеканалах, 2000 року переїхав до Києва. Після переїзду Антон Лірник працює на столичних радіостанціях, веде авторську програму на телеканалі «Інтер» і пише сценарії для художніх фільмів.
2003 — стає учасником команди КВК «Аляска». Команда двічі потрапляє до вищої ліги КВН до Маслякова. Там Лірник знайомиться з Андрієм Молочним, майбутнім партнером по комедійному проєкту «Дует Чехова».
Взимку 2006-го Антон бере активну участь у створенні «Comedy Club Ukraine». Навесні цього ж року створюється «Дует Чехова». А вже в червні хлопці починають виступи у складі «Comedy Club UA».
Антон Лірник є одним з керівників та сценаристів ТО «Імперія добра», з-під пера якого виходять сценарії для телепередач та художніх фільмів.
У цей час Антон працює над сценаріями комедійного серіалу «Таксі» (ICTV, Україна), виступаючи та продюсером телешоу. Також Антон Лірник співпрацює з Новим каналом, бувши режисером та сценаристом ситкому «Ластівчине гніздо».
Займається музичною діяльністю, автор текстів та фронтмен російськового гурту «Lirnik Band». Творчий шлях колективу починається з кліпу «Жигули», який вийшов восени 2011 року. В грудні 2011 року виходить кліп Лірника на пісню «Зимняя» і «Детство».
У лютому 2025 року Міністерство юстиції РФ додало Ліринка до реєстру "іноземних агентів". Цей статус ускладнює або робить неможливим Лірнику будь-яку діяльність на російській території.

## Громадянська позиція
Після початку російсько-української війни разом із Андрієм Молочним продовжив активно виступати в Росії, зокрема, на корпоративах і в Comedy Club.
У березні 2022 року, після повномасштабного нападу Росії на Україну, Лірник звернувся до президента РФ, назвавши його «Володимиром Володимировичем» та попросивши про створення терористичною організацією ДНР зеленого коридору для мешканців Волновахи. Це звернення без закликів до завершення війни викликало негативний резонанс та осуд серед колишніх українських колег Лірника. 
У вересні 2022 року стало відомо про гастролі Лірника разом з Ольгою Бузовою, Сергієм Писаренко та Євгеном Нікішиним на лайнері для російських туристів, що курсує із Сочі до Туреччини.

## Діяльність
- Автор та фронтмен групи «LirnikBand».
- Сценарист та учасник проєкту «Дуету Чехова».
- Керівник та сценарист ТО «Імперія Добра».
- Резидент «Comedy Club UA».
- Сценарист ситкому «Ластівчине гніздо» (Новий канал, Україна).
- Сценарист та продюсер ситкому «Таксі» (ICTV, Україна).
- Автор та актор команд КВК «Гольфстрім» (Кропивницький), «Скіф» (Кропивницький), «Аляска» (Київ), «Три товстуни» (Хмельницький).
- Сценарист та другий режисер телевізійних фільмів «Між першою та другою», «На білому катері», «З днем народження, королева», «Пушка».
- Автор та співведучий програми "Дефіцит-шоу «Хто крайній?» (Інтер, Україна).
- Ведучий програми «Самозванці» (ICTV, Україна).